# ماكسيم جريجورييف
ماكسيم جريجورييف (بالروسية: Григорьев, Максим Юрьевич)‏ هو لاعب كرة قدم روسي في مركز الوسط، ولد في 13 أكتوبر 1983 في مدينة إنجلز في روسيا. لعب مع بالتيكا كالينينغراد وسبارتاك موسكو ونادي داوغافا ونادي سبارتاك موسكو 2 لكرة القدم.

## وصلات خارجية
- ماكسيم جريجورييف على موقع Soccerway.com (الإنجليزية)